# Léonie Cambours
Léonie Cambours (* 31. Juli 2000 in Rouen) ist eine französische Leichtathletin, die sich auf den Siebenkampf spezialisiert hat und auch im Weitsprung an den Start geht.

## Sportliche Laufbahn
Erste internationale Erfahrungen sammelte Léonie Cambours im Jahr 2019, als sie bei den U20-Europameisterschaften in Borås mit 5,93 m in der Weitsprungqualifikation ausschied. 2021 konnte sie den Siebenkampf bei den U23-Europameisterschaften in Tallinn nicht beenden und im Weitsprung verpasste sie den Finaleinzug. Im Jahr darauf startete sie im Fünfkampf bei den Hallenweltmeisterschaften in Belgrad und klassierte sich dort mit 4442 Punkten auf dem siebten Platz. Im August gelangte sie bei den Europameisterschaften in München mit 4949 Punkten auf Rang 14 und anschließend gewann sie bei den Mittelmeer-U23-Meisterschaften in Pescara mit 1,75 m die Bronzemedaille im Hochsprung hinter den Italienerinnen Asia Tavernini und Idea Pieroni. 2023 konnte sie ihren Wettkampf bei den Halleneuropameisterschaften in Istanbul nicht beenden. Im August startete sie bei den Weltmeisterschaften in Budapest und gelangte dort mit 5939 Punkten auf den 15. Platz.
2022 wurde Cambours französische Meisterin im Siebenkampf. Zudem wurde sie 2022 und 2023 Hallenmeisterin im Fünfkampf.

## Persönliche Bestleistungen
- Hochsprung: 1,86 m, 29. Mai 2021 in Montpellier
  - Hochsprung (Halle): 1,84 m, 1. März 2020 in Liévin
- Weitsprung: 6,40 m (+1,9 m/s), 30. Mai 2021 in Montpellier
  - Weitsprung (Halle): 6,35 m, 18. Februar 2023 in Aubière
- Siebenkampf: 6192 Punkte, 30. Mai 2021 in Montpellier
  - Fünfkampf (Halle): 4603 Punkte, 18. Februar 2023 in Aubière